# (37309) 2001 OX62
2001 OX62 (asteroide 37309) é um asteroide da cintura principal. Possui uma excentricidade de 0.13123020 e uma inclinação de 15.05251º.
Este asteroide foi descoberto no dia 20 de julho de 2001 por LONEOS em Anderson Mesa.